# هزی اصلانوف
هزی اصلانوف (ترکی آذربایجانی: Həzi Aslanov; زاده ۲۲ ژانویهٔ ۱۹۱۰ – درگذشت ۲۴ ژانویهٔ ۱۹۴۵) فرد نظامی تالش تبار اهل اتحاد جماهیر شوروی سوسیالیستی بود.
وی همچنین برندهٔ جوایزی همچون نشان لنین، نشان پرچم سرخ، قهرمان اتحاد شوروی، مدال ستاره طلایی، مدال دفاع از قفقاز، و مدال دفاع از استالینگراد شده‌است.